# Funkschärfe
Die Funkschärfe ist ein filmtechnisches Gerät, das es dem 1. Kameraassistenten ermöglicht, die Schärfeneinstellung, Blende und Brennweite (bei Zoomobjektiven) am Objektiv der Kamera über Funk zu verstellen.

## Aufbau
Die Funkschärfe ist ein System, das meist aus drei Einzelgeräten besteht, der Handeinheit, dem Empfänger und dem Motor.
Die Handeinheit hat meist einen Drehknopf (Knob), einen Schieberegler (Slider) und einen Zwei-Wege-Joystick (Rocker/Lever), um die Achsen des Objektives verstellen zu können, man spricht pro Einstellmöglichkeit (Drehknopf, Schieberegler, Joystick) von Kanälen. Weiterhin gibt es meist einen Auslöseknopf, um die Kamera von der Handeinheit aus zu starten und zu stoppen, und andere Knöpfe um Einstellungen (bezüglich dem Verhalten der Einstellungen der Kanäle) vorzunehmen. Die Handeinheit sendet die Einstellungen, die vorgenommen werden, per Funk an den Empfänger.
Der Empfänger empfängt die Einstellungsdaten der Handeinheit per Funk und gibt diese per Kabel an die Motoren weiter.
Die Motoren bekommen ihre Stellungsanweisungen per Kabel vom Empfänger, drehen sich auf die angewiesene Stellung, wobei sie über ein Zahnrad mit dem Objektiv verbunden sind und so die verbundene Objektivachse ändern.
Schon erste Systeme hatten die Möglichkeit, bis zu 3 Motoren zu steuern. Später wurden 1- und 2- motorige (kanalige) Systeme entwickelt.
Fortschritte in der Elektrotechnik machen es möglich, dass der Empfänger teilweise in der Motor integriert werden kann.

## Geschichte
Die erste gefunkte Änderung an einem Objektiv ist bei Grand Prix im Jahr 1966 von John M. Stephens mit einem eigens für den Film konstruierten System durchgeführt worden. Hierbei handelte es sich um eine Verbindung aus gefunktem Remotehead mit Kontrolle über Schärfe und Blende.
Mit der Erfindung der Steadicam und deren Verbreitung war es nötig, für dieses Kamerastabilisierungssystem eine Lösung zum Verstellen der Objektivachsen während der Einstellung zu ermöglichen.
Während bei Dieses Land ist mein Land 1975 Randal Robinson die Schärfe noch am Knob an der Kamera einstellen musste, brachte Cinema Products wenig später mit der RC-3 ein erstes kabelgebundenes, aber elektronisches System auf den Markt. In Deutschland wurde 1979 mit einem solchen System Der Willi Busch Report gedreht.
Zu den Dreharbeiten von Shining brachte Garret Brown einen Prototyp der WRC-3 mit ans Set, mit dem Douglas Milsome das erste in der Hand haltbare Gerät zum Einstellen von Objektivachsen in der Hand hielt.
Probleme mit Funkeinstreuungen und Weiterentwicklungen in der Funktechnologie allgemein, förderten die Entwicklung der Seitz 8700 durch John Seitz und Larry McConkey 1985 und der Blueart 1989 durch Christian Betz bei die Firma Chrosziel.
Während dieser Zeit entwickelte sich das Prinzip des per Potentiometer eingestellten Wertes übertragen über Modelbaufunk zu einem Servomotor, durch Nutzung von digitaler Verschlüsselung des Funksignales zu einem zuverlässigeren System.
1994 kam Preston Cinema mit der FI+Z auf dem Markt und führte in diesem System sowohl digitale Encoder in den Motoren als auch die Nutzung von 2,4-GHz-Mikrowellen-Funktechnik ein und bi-directionale Kommunikation (Handeinheit-Empfänger).
Als letztes industrieweit verbreitetes System ist die 1999 BFD von Bartech, entwickelt von Jim Bartell, zu nennen als 1-kanalige Funkschärfe, die einen hohen Verbreitungsgrad hatte.
Nach 2000 stiegen sowohl Arri (erstes System WMU-1/WFU-1 1998) als auch Cmotion (Coperate 2003) in die Funkschärfenmarkt ein.
Funksteuerungen für Bildgeschwindigkeitsrampen, Nutzung von Objektivdaten (Cooke/i, Arri LDS), vormarkierte Ringe und Anzeigen von Distanzmessgeräten (Cinetape, UDM-1, Cfinder) wurden in den 2000er Jahren entwickelt.
Mit der Möglichkeit, auf digitalen Spiegelreflexkamera s (DSLR) Videos aufzuzeichnen, und das Aufkommen von elektronisch stabilisierten Gimbalsystemen musste eine Möglichkeit gefunden werden, die Schärfe bei Fotoobjektiven zu verstellen, woraufhin diverse Systeme, die teilweise sich der analogen Servomotoren bedienten, auf den Markt kamen.
Systeme von Preston, Arri, Cmotion, RTMotion (später Teradek) entwickelten ihre Bedienbarkeit weiter und integrierten die Möglichkeit, über Funk Kameraeinstellungen (vor allem bei digitalen Kinokameras) vorzunehmen.

## Technische Anwendung
Genutzt werden Funkschärfen zum Verstellen der Schärfe des Objektives, wenn eine Darstellende (oder Gegenstand) im Raum relativ zur Kamera seine Entfernung verändert.
Wie bei Grand Prix zu sehen, war es nicht möglich, die Kamera mit Kameraoperator und 1. Kameraassistenten auf dem Rennwagen zu positionieren, weshalb eine technische Lösung notwendig war.
Dies setzte sich konsequent fort. Um perfekt zu funktionieren, nutzt die Steadicam Massenträgheit und perfekte Balance und jeder Einfluss von außen stört das System, weshalb die Trennung von 1. Kameraassistenten und Kamera bei ihrer Nutzung notwendig ist. Dies setzt sich bei elektronisch stabilisierten Gimbal-Systemen oder Remoteheads fort.
Als Arbeitserleichterung für Bildgestaltende und Regieführende in der Planung und Durchführung von Einstellungen, da keine Rücksicht auf die Erreichbarkeit der Kamera durch den 1. Assistenten genommen werden muss, hat sich die Funkschärfe als Standardarbeitsgerät (früher der mechanische Follow Fokus, Schärfenzieheinrichtung) durchgesetzt.